# كاثرين بوشيمن-بينارد
كاثرين بوشمين بينارد (من مواليد 26 يونيو 1994) هي لاعبة جودو كندية تتنافس في فئة 63 كجم للسيدات. فازت بالميدالية البرونزية في فئة وزن 63 كجم في دورة الألعاب الأولمبية الصيفية 2020، مما يجعلها ثاني امرأة كندية تفوز بميدالية في الجودو في الألعاب الأولمبية الصيفية. وقد تم تصنيفها ضمن أفضل 10 لاعبات جودو في العالم في فئة وزنها.